# Joan Ballester i Canals
Joan Ballester i Canals (Barcelona, 10 de febrer de 1913 - 27 de juliol de 1980) fou un editor i activista cultural català.

## Biografia
El 1931 va ingressar a l'organització juvenil Palestra. Començà a militar en el nacionalisme radical el 1935, inicialment dins la Unió Catalanista i Nosaltres Sols!, després, el juny de 1936, ingressant amb la resta de militants d'aquest darrer partit a Estat Català. Durant la Guerra Civil espanyola el març de 1937 fou enviat al front d'Aragó; el 1938 fou ferit a la batalla de l'Ebre, fou nomenat sergent i caigué presoner a Tarragona. El 1945 fou un dels promotors de l'Organització de Resistència Nacional (ORN) i del seu diari, Bandera del Poble Català. Des del 1947, però, es dedicà a l'activisme cultural a favor de la llengua catalana, i el 1950 fou delegat a Barcelona de l'Obra del Diccionari Català-Valencià-Balear de Francesc de Borja Moll. Així, durant els anys cinquanta va promoure campanyes de propaganda de la llengua catalana per tot el Principat, i impulsà les relacions culturals entre els països de llengua catalana. El 1960 organitzà un Aplec de la Joventut dels Països Catalans a la Selva del Camp.
Durant els anys seixanta fou editor i director d'Edicions d'Aportació Catalana, que publicà la col·lecció d'assaigs polítics Entre tots ho farem tot, amb obres de Joan Fuster, Carles Muñoz Espinalt, Jordi Ventura i Subirats i altres, així com el seu manifest Per una consciència del país, llegit als Jocs Florals de Montevideo el 1963. La seu de l'editorial i una llibreria catalana amb el nom Públia estaven instal·lades en un local del carrer del Consell de Cent núm. 281, a Barcelona. Va col·laborar amb Joan Cornudella i Barberà (FNC) i amb el Consell Nacional Català, del qual va intentar la seva organització a l'interior.
Als anys 1970 va ser jutjat pel delicte de propaganda il·legal per haver publicat en 1962 un mapa dels Països Catalans, i condemnat a uns quants mesos d'empresonament, que va complir a la Presó Model de Barcelona.
Va morir prematurament l'estiu de 1980 per una malaltia relacionada amb la pròstata. Va tenir cinc fills: Ricard, Jofre, Berenguer, Elisenda i Roger Ballester i Bayà.
Un d'ells, Berenguer Ballester i Bayà, fou detingut per la policia espanyola el 1979 amb Joan Mateu Martínez, Antoní Massaguer i Mas, Lluís Montserrat i Sangrà, i Maria Teresa Sol Cifuentes acusats de participar en l'atemptat contra Josep Maria Bultó i Joaquim Viola el 1977. Un cop alliberat va marxar cap al Rosselló.

## Obres
- Per una consciència de país Arxivat 2010-10-04 a Wayback Machine. (1963)
- Esperit i doctrina internacionals (1963) amb pròleg de Josep Maria Batista i Roca, no publicat a Catalunya fins a 1982